# Міддлтаун-Спрінгс (Вермонт)
Міддлтаун-Спрінгс (англ. Middletown Springs) — місто (англ. town) в США, в окрузі Ратленд штату Вермонт. Населення — 794 особи (2020).

## Демографія
Згідно з переписом 2010 року, у місті мешкало 745 осіб у 321 домогосподарстві у складі 234 родин. Було 426 помешкань
Расовий склад населення:
| - 98,5 % — білих - 0,4 % — чорних або афроамериканців - 0,4 % — азіатів |

До двох чи більше рас належало 0,7 %. Частка іспаномовних становила 0,4 % від усіх жителів.
За віковим діапазоном населення розподілялося таким чином: 18,9 % — особи молодші 18 років, 60,0 % — особи у віці 18—64 років, 21,1 % — особи у віці 65 років та старші. Медіана віку мешканця становила 49,2 року. На 100 осіб жіночої статі у місті припадало 101,4 чоловіків;  на 100 жінок у віці від 18 років та старших — 96,7 чоловіків також старших 18 років.
Середній дохід на одне домашнє господарство  становив 70 695 доларів США (медіана — 56 389), а середній дохід на одну сім'ю — 79 424 долари (медіана — 62 426). Медіана доходів становила 53 182 долари для чоловіків та 41 094 долари для жінок. За межею бідності перебувало 7,3 % осіб, у тому числі 9,4 % дітей у віці до 18 років та 1,1 % осіб у віці 65 років та старших.
Цивільне працевлаштоване населення становило 394 особи. Основні галузі зайнятості: освіта, охорона здоров'я та соціальна допомога — 29,4 %, будівництво — 14,0 %, науковці, спеціалісти, менеджери — 12,4 %.